# Tropocyclops bopingi
Tropocyclops bopingi – gatunek widłonoga z rodziny Cyclopidae. Nazwa naukowa tego gatunku skorupiaków została opublikowana w 2006 roku przez belgijskiego biologa Henriego J. Dumonta.